# Pays-Bas au Concours Eurovision de la chanson 2022
Les Pays-Bas sont l'un des quarante pays participants du Concours Eurovision de la chanson 2022, qui se déroule à Turin en Italie. Le pays est représenté par la chanteuse S10 et sa chanson De diepte, sélectionnées en interne par le diffuseur AVROTROS. Le pays se classe 11e avec 171 points lors de la finale.

## Sélection
Le diffuseur néerlandais AVROTROS annonce sa participation le 24 mai 2021. Le 7 décembre 2021, Il confirme avoir sélectionné la chanteuse S10 comme représentante des Pays-Bas pour l'Eurovision 2022. La chanteuse confirme d'ores et déjà que la chanson sera en néerlandais, une première depuis 2010. Sa chanson, intitulée De diepte, est publiée le 3 mars 2022.

## À l'Eurovision
Les Pays-Bas participent à la première demi-finale, le 10 mai 2022. Ils s'y classent 2e avec 221 points, se qualifiant donc pour la finale. Lors de celle-ci, elle termine à la 11e place avec 171 points.